# Cyrtus pusillus
Cyrtus pusillus är en tvåvingeart som beskrevs av Macquart 1834. Cyrtus pusillus ingår i släktet Cyrtus och familjen kulflugor. Inga underarter finns listade i Catalogue of Life.